# Dr. Demento
Barret Eugene Hansen (Minneapolis, 2 de abril de 1941), conhecido profissionalmente como Dr. Demento, é um locutor de rádio e colecionador de discos americano especializado em novelty songs, canções cômicas e gravações estranhas ou incomuns que datam dos primeiros dias dos discos fonográficos até o presente.
Hansen criou a personagem Dr. Demento em 1970 enquanto trabalhava na estação KPPC-FM de Pasadena, Califórnia.  Depois que ele tocou "Transfusion", do Nervous Norvus na rádio,  o DJ "The Obscene" Steven Clean disse que Hansen tinha que ser "demente" para tocar essa música; esse evento inspirou seu nome artístico. Seu programa semanal entrou em redifusão em 1974  e foi distribuído pela Westwood One Radio Network de 1978 a 1992. A transmissão do programa terminou em 6 de junho de 2010, mas ele continua sendo produzido semanalmente em versão online até a aposentadoria de Hansen, prevista para outubro de 2025.
Hansen possui mestrado em etnomusicologia e escreveu artigos para revistas e notas de encarte sobre artistas de fora do gênero novelty. Ele é creditado em apresentar às novas gerações de ouvintes artistas do início e meados do século XX que  talvez não tivessem sido descobertos de outra forma, como Harry McClintock, Spike Jones, Jimmy Durante, Benny Bell, Rusty Warren, Yogi Yorgesson, Nervous Norvus, Allan Sherman, Ray Stevens, Candy Candido, Stan Freberg e Tom Lehrer, além de ajudar a trazer "Weird Al" Yankovic à atenção nacional.